# Maider Esparza
Maider Esparza Elizalde (Pamplona, 28 de abril de 1979) es una ex gimnasta rítmica española, que fue suplente del conjunto nacional de gimnasia rítmica bicampeón del mundo y medalla de oro en los Juegos Olímpicos de Atlanta 1996, aunque no fue citada en esta última competición al permitirse únicamente la convocatoria de las seis gimnastas titulares.
En 2013 se estrenó en YouTube el documental Las Niñas de Oro, dirigido por Carlos Beltrán, que narra la historia del conjunto campeón olímpico en Atlanta a través de entrevistas a las propias gimnastas, entre ellas Maider. En 2016 asistió junto al resto del equipo a la Gala 20.º Aniversario de la Medalla de Oro en Atlanta '96 en Badajoz.

## Biografía deportiva

### Inicios

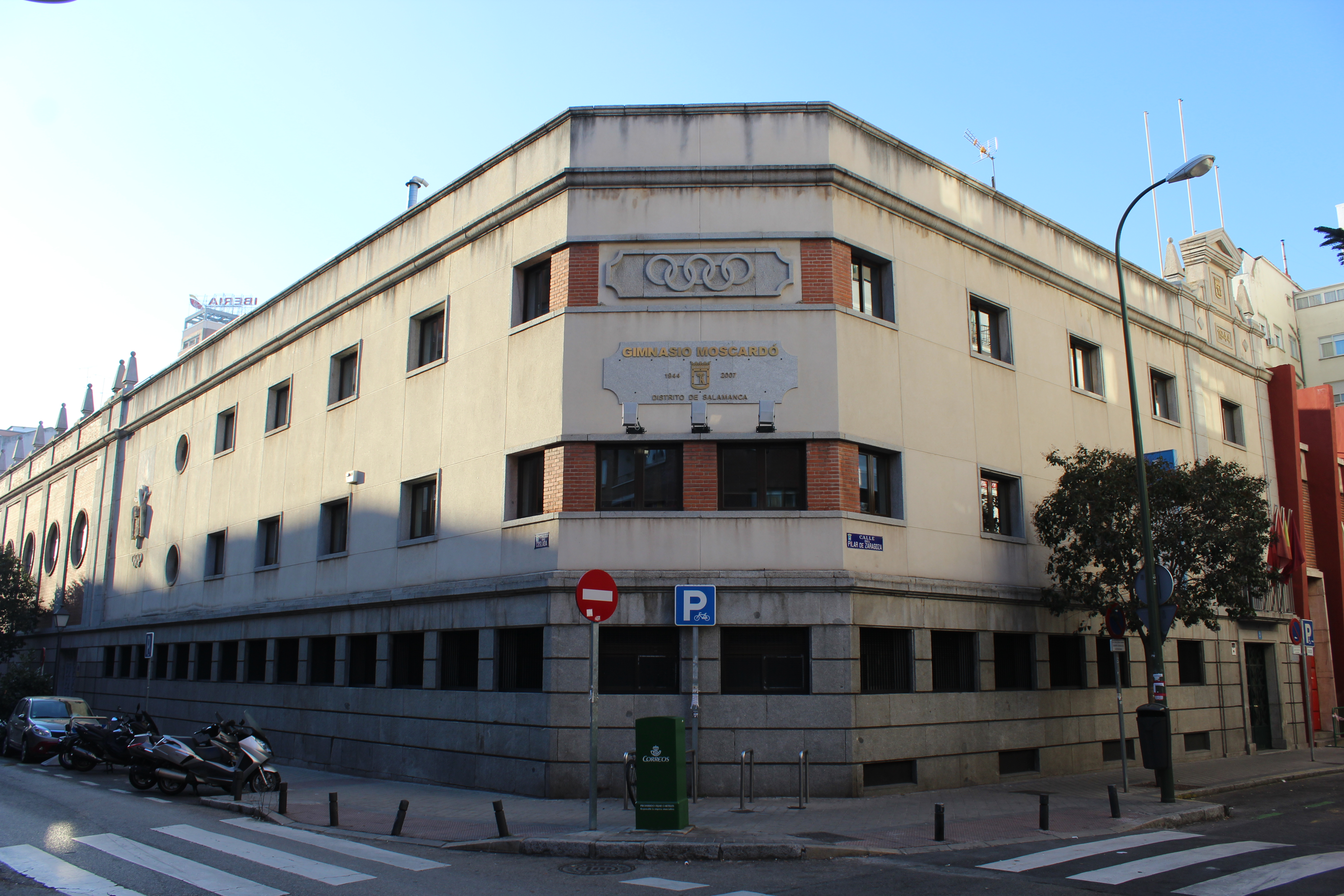
El Gimnasio Moscardó, en el distrito de Salamanca (Madrid), fue el lugar de entrenamiento de la selección nacional de gimnasia rítmica hasta 1997.

Comenzó su actividad como gimnasta en el Club Natación Pamplona, animada por el hecho de que dos primas suyas hacían gimnasia. Para 1993 fue 4.ª en mazas en el Campeonato de España Individual «B» en Valencia, y ese mismo año participó en el Campeonato de España de Conjuntos en Gijón, siendo 4.ª en primera categoría con el Natación Pamplona.

### Etapa en la selección nacional
En 1994, recibió la llamada de la seleccionadora nacional Emilia Boneva. Formó parte de la selección nacional de gimnasia rítmica de España en la modalidad de conjuntos desde mayo de 1994 a 1996. Durante este tiempo convivió con el resto de las componentes del equipo en un chalet en Canillejas y entrenó en el Gimnasio Moscardó de lunes a sábado primero unas 6 horas y después hasta 8 horas diarias en el año previo a los Juegos Olímpicos, en el que dejaron de ir al colegio. El conjunto fue entrenado por la propia Emilia Boneva y por María Fernández Ostolaza. La coreógrafa desde 1994 hasta 1998 fue Marisa Mateo. 
En octubre de 1994 se convirtió en gimnasta titular, debutando en competición en el Torneo Internacional de Portimão en abril de 1995, donde logró el bronce tanto en el concurso general como en la final de 5 aros. Tras el torneo de Karlsruhe, su segunda competición como titular, fue la gimnasta suplente en la mayoría de competiciones en las que participó el conjunto español, que consiguió en esos años dos oros en los Mundiales de Viena y Budapest, y la medalla de oro en los Juegos Olímpicos de Atlanta, además de tres medallas de plata en diferentes Mundiales. Como gimnasta suplente del equipo, Maider tenía que aprenderse cada uno de los puestos de los dos ejercicios, para que en caso de la baja de alguna titular, ella pudiera reemplazarla.
Para los Juegos Olímpicos de Atlanta solo se pudieron convocar a las seis gimnastas titulares por parte del conjunto, por lo que Maider se quedó fuera de la convocatoria, aunque sí viajó para presenciar la competición en directo. El equipo español medalla de oro en los Juegos Olímpicos de Atlanta 1996, estaba integrado por Marta Baldó, Nuria Cabanillas, Estela Giménez, Lorena Guréndez, Tania Lamarca y Estíbaliz Martínez. Tras esta consecución, el conjunto fue bautizado por los medios como las Niñas de Oro. También se le concedió la Placa de Oro de la Real Orden del Mérito Deportivo (1996) y la Copa Barón de Güell en los Premios Nacionales del Deporte (1997), distinciones otorgadas al conjunto español de gimnasia rítmica por el Consejo Superior de Deportes.

### Retirada de la gimnasia

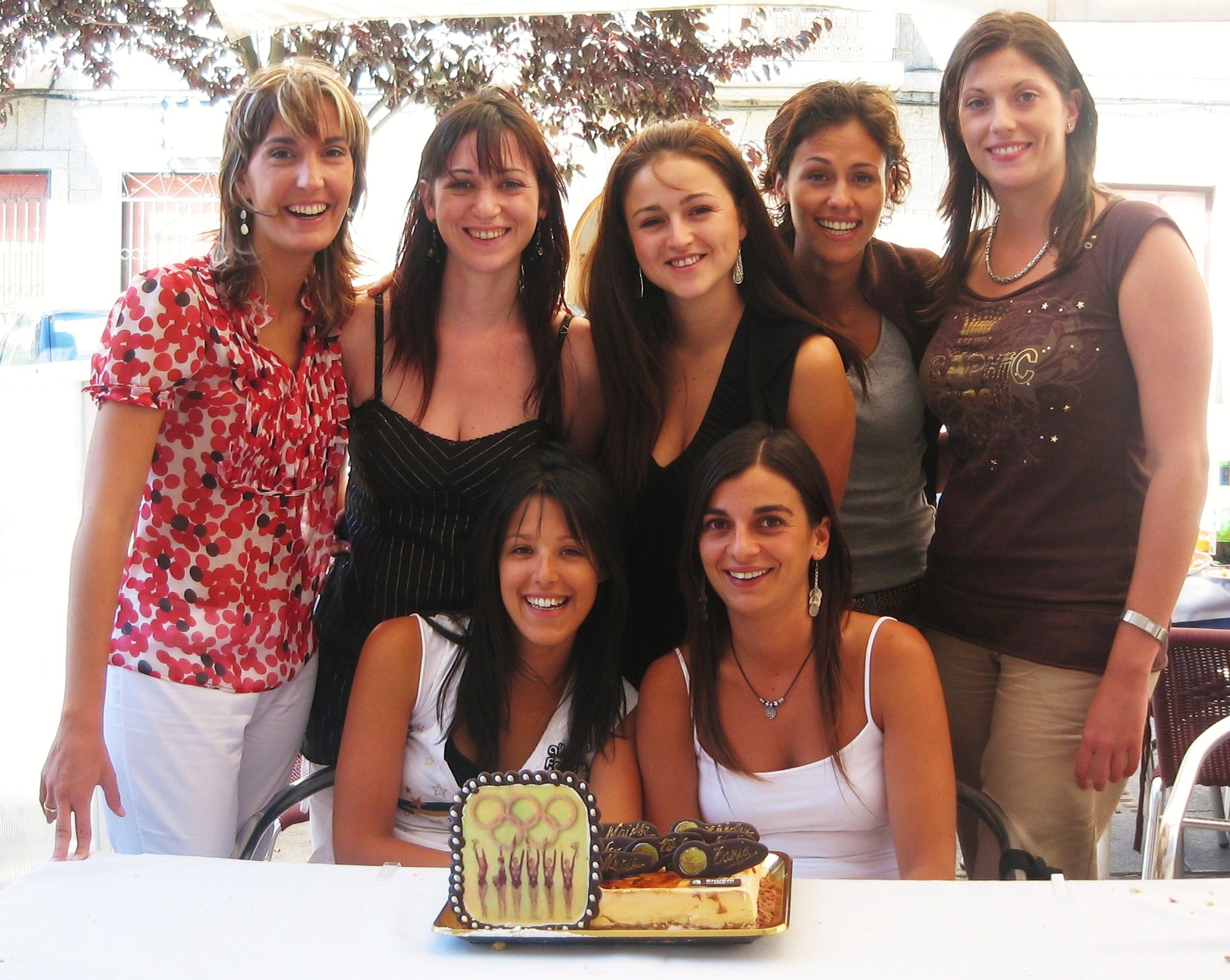
Maider (de pie, primera por la izquierda) junto al conjunto de Atlanta 1996 en un reencuentro en 2006 registrado en el documental Las Niñas de Oro.

Se retiró en septiembre de 1996, tras los Juegos Olímpicos de Atlanta. El 22 de diciembre de ese año, Maider recibió un homenaje en Pamplona por parte de la Federación Navarra de Gimnasia. En el mismo, el conjunto español realizó una exhibición y se le hizo entrega a ella y su entrenadora de una réplica de la medalla de oro de Atlanta. Años después, en la presentación en Pamplona del libro Lágrimas por una medalla de su compañera Tania Lamarca, Maider comentaría que para ella la retirada «fue un alivio [...] Lo peor para mí fue la presión de estar concentrada en Madrid. En Pamplona me sentí bien». En la misma comparecencia reivindicaba «que se reconozca el trabajo que hacen las gimnastas que están ahí aunque no se ven, porque todas hacen el mismo trabajo con el mismo esfuerzo».
El 5 de agosto de 2000 participó junto a algunas de sus excompañeras de la selección en un homenaje a Emilia Boneva durante el Campeonato de España de Conjuntos de Gimnasia Rítmica celebrado en Málaga, en el que realizaron un ejercicio montado especialmente para la ocasión que estaba inspirado en el de 5 aros de 1996 y que habían entrenado las semanas previas con la ayuda de Ana Bautista. La propia Emilia viajó desde Bulgaria para asistir al evento, aunque sin tener conocimiento de que varias de sus antiguas pupilas le iban a realizar un homenaje. Marta Baldó no pudo participar en el acto y Lorena Guréndez asistió pero no realizó el ejercicio al ser componente aún de la selección nacional. El encargado de organizar el reencuentro fue Carlos Pérez, entonces Relaciones Externas del Programa ADO, después de que las propias Niñas de Oro le comentaran la idea. Días después volverían a realizar el ejercicio en Manzanares el Real (Madrid), siendo esta la última vez que se reencontraron con Emilia.

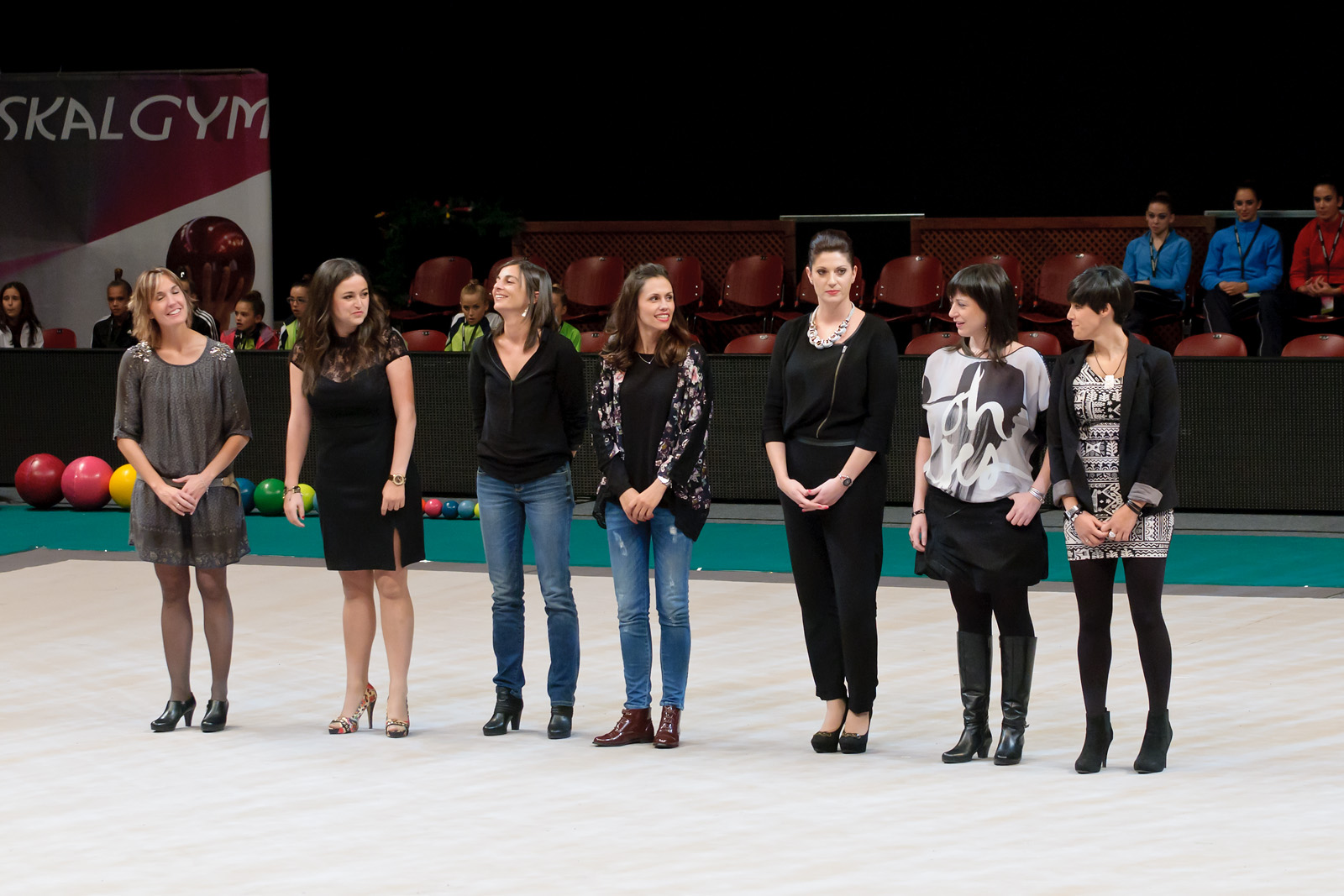
Maider (primera por la izquierda) y las demás Niñas de Oro en el homenaje en el Euskalgym 2014.

En abril de 2002, las componentes del conjunto de 1996 volvieron a reunirse en el V Certamen de Gimnasia Rítmica Interescolar, que fue organizado por MT en Zaragoza y donde cinco de ellas realizaron uno de los ejercicios de Atlanta, además de recibir un homenaje. Nuria Cabanillas y Lorena Guréndez no pudieron asistir a la semana en la que se entrenó el ejercicio, pero sí acudieron al acto.
En agosto de 2006, junto al resto de sus excompañeras de la selección nacional de 1996, acudió a un reencuentro que tuvo lugar en Ávila durante tres días con motivo del décimo aniversario de la consecución de la medalla de oro en Atlanta 1996. Dicho encuentro lo organizó Carlos Beltrán junto a su productora, Klifas dreams, con el objetivo de grabar un documental en el que ellas mismas narrasen su historia. Las Niñas de Oro, como así fue llamado, se estrenó en YouTube en diciembre de 2013, dirigido por el propio Carlos Beltrán y con 54 minutos de duración. Se presentó dividido en cinco partes, siendo la primera subida el día 9 y la última el día 26. El documental narra, a través de entrevistas a las propias gimnastas, el antes, el durante y el después de la medalla de oro de Atlanta.

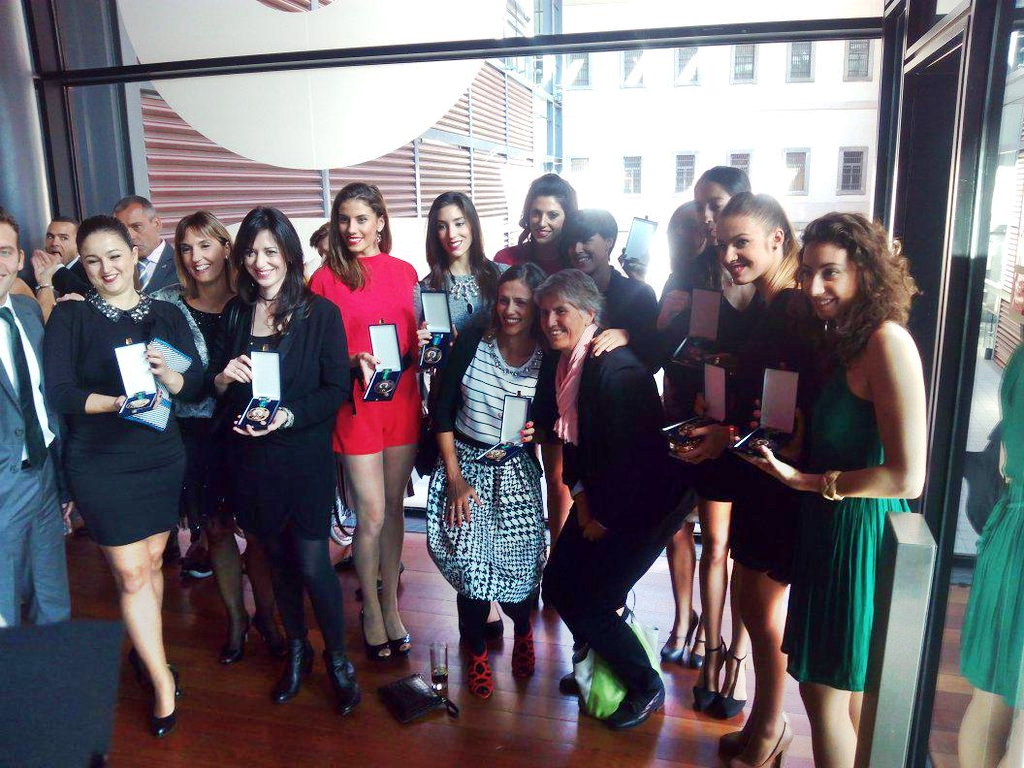
Las Niñas de Oro junto al Equipaso y Paloma del Río en la entrega de la ROMD (2015).

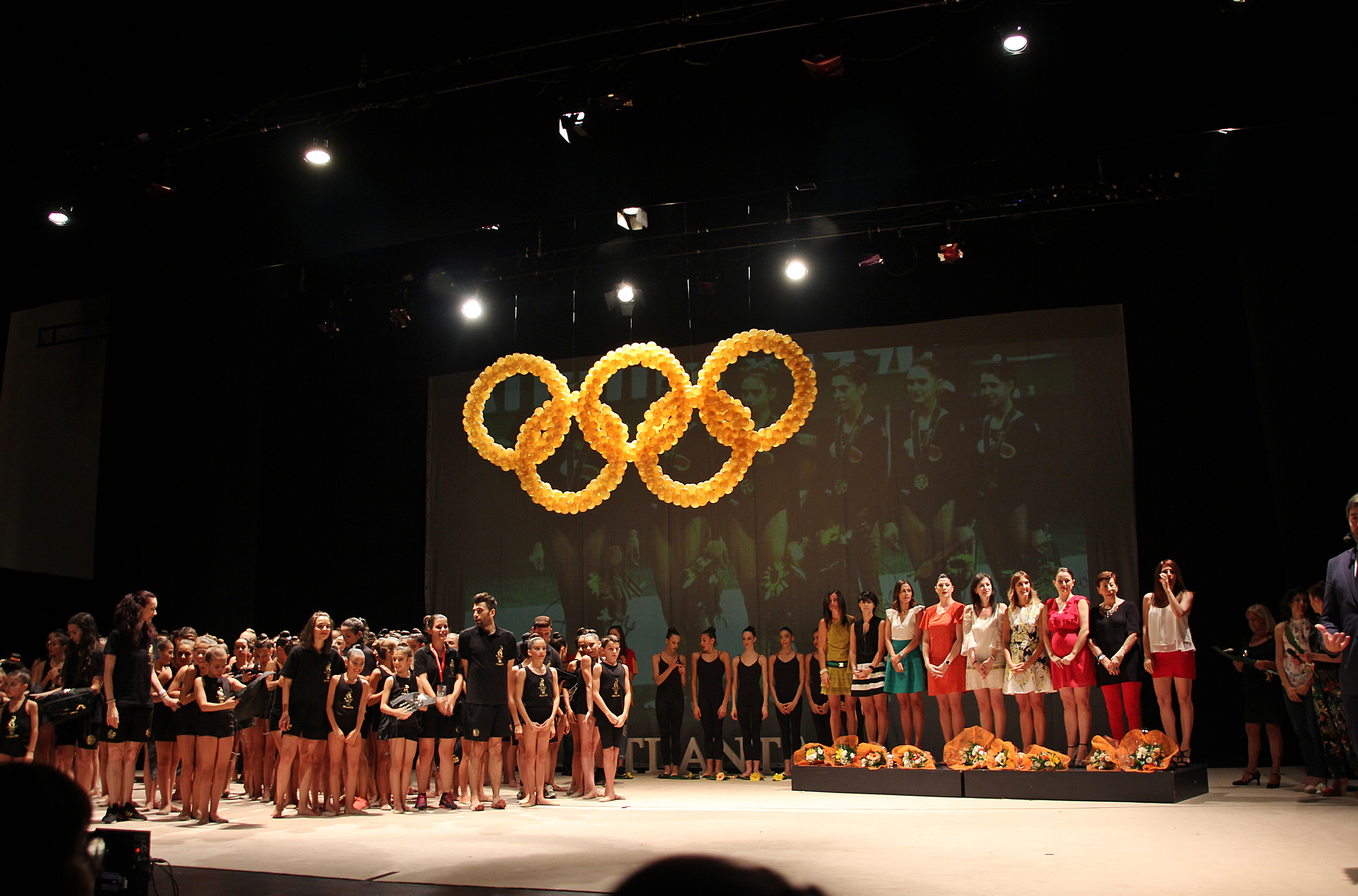
El conjunto en la Gala 20.º Aniversario (2016).

El 8 de noviembre de 2014, las siete integrantes del conjunto de 1996, entre ellas Maider, fueron homenajeadas en la IX Gala Internacional de Gimnasia Rítmica Euskalgym, que se celebró por primera vez en Vitoria. En la misma, se llevó a cabo una proyección de imágenes sobre el tapiz consistente en los nombres de las gimnastas con el logotipo de los Juegos Olímpicos de Atlanta 1996 y la medalla de oro de fondo, mientras sonaba la música de su ejercicio de aros en aquellas Olimpiadas. A continuación, las siete gimnastas salieron a la pista para hacerles entrega de la Medalla Euskalgym y recibir una placa conmemorativa de manos de José Luis Tejedor y Javier Maroto, presidente de la Federación Vasca de Gimnasia y alcalde de Vitoria respectivamente, ante la presencia de las casi 9.000 personas que asistieron a la gala en el Fernando Buesa Arena. Fue el primer reencuentro de las Niñas de Oro al completo tras la reunión de 2006. El 14 de octubre de 2015, las siete Niñas de Oro volvieron a reunirse en Madrid con motivo de la entrega a las seis campeonas olímpicas de la Medalla de Oro de la Real Orden del Mérito Deportivo, otorgada por el Consejo Superior de Deportes. En el mismo acto se les hizo entrega de la Medalla de Bronce al conjunto español de 2014, conocido como el Equipaso, siendo la primera vez que ambas generaciones de gimnastas se reunían.
El 23 de julio de 2016 se reencontró con el resto de las Niñas de Oro en la Gala 20.º Aniversario de la Medalla de Oro en Atlanta '96, que tuvo lugar en el Palacio de Congresos de Badajoz en el marco del X Campus Internacional de Gimnasia Rítmica Nuria Cabanillas. Al homenaje acudieron también varias exgimnastas de la selección como Carolina Pascual, Almudena Cid, Alba Caride, Ana Bautista, Carolina Malchair, Marta Calamonte, María Eugenia Rodríguez y Ana María Pelaz, así como la jueza internacional Maite Nadal y la coreógrafa del conjunto de Atlanta, Marisa Mateo. El conjunto nacional júnior realizó además dos exhibiciones durante la gala, que contó igualmente con actuaciones de Carolina Pascual y los participantes del Campus. Se emitió asimismo un mensaje grabado de la exseleccionadora Emilia Boneva desde su casa de Bulgaria.
En septiembre de 2018 viajó junto a varias exgimnastas de la selección española al Mundial de Gimnasia Rítmica de Sofía para reencontrarse con la ex seleccionadora nacional Emilia Boneva, organizándose además una cena homenaje en su honor. El 16 de noviembre de 2019, con motivo del fallecimiento de Emilia Boneva, unas 70 exgimnastas nacionales, entre ellas Maider, se reunieron en el tapiz para rendirle tributo durante el Euskalgym. El evento tuvo lugar ante 8.500 asistentes en el Bilbao Exhibition Centre de Baracaldo y fue seguido además de una cena homenaje en su honor.
Aunque durante un tiempo fue entrenadora de gimnasia rítmica en su antiguo club, el Club Natación Pamplona, actualmente trabaja como técnica de rayos en el Hospital de Navarra.

## Vida personal
Tiene dos hijos: una niña, Naia, que también practica gimnasia rítmica, y un niño, Oier.

## Equipamientos
| Período     | Proveedor |
| ----------- | --------- |
| 1995 - 1996 | Arena     |

## Música de los ejercicios
| Año  | Aparatos                                       | Música |
| ---- | ---------------------------------------------- | --- |
| 1995 | 5 aros                                         | Pieza Asturias (Leyenda), perteneciente a la Suite española, Op. 47 de Isaac Albéniz. |
| 1995 | 3 pelotas y 2 cintas                           | Tango «Verano porteño», de Astor Piazzolla. |
| 1995 | Ejercicio de exhibición (Manos libres)         | Sevillana «Tócala, tócala», de Cantores de Híspalis. |
| 1996 | 5 aros                                         | Medley de varias canciones pertenecientes a musicales norteamericanos, principalmente «America», compuesta por Leonard Bernstein e incluida en West Side Story, o «I Got Rhythm» y «Embraceable You», temas creados por George Gershwin y que aparecieron en la banda sonora de Un americano en París. |
| 1996 | 3 pelotas y 2 cintas                           | «Amanecer andaluz». |
| 2000 | Ejercicio de exhibición (Manos libres, 5 aros) | Medley de los temas «Anahita Will Sustain You» de Jamshied Sharifi e «Illumination» de Secret Garden. |

## Palmarés deportivo

### Selección española
| 1995 - Torneo Internacional de Portimão Bronce en concurso general Bronce en 5 aros - DTB-Pokal Karlsruhe 6.º puesto en concurso general 6.º puesto en 3 pelotas y 2 cintas - Campeonato de Europa de Praga* Bronce en concurso general Bronce en 5 aros Plata en 3 pelotas y 2 cintas - Alfred Vogel Cup* Oro en concurso general Oro en 5 aros Oro en 3 pelotas y 2 cintas - International Group Masters Hannover* Plata en concurso general - Campeonato del Mundo de Viena* Plata en concurso general Plata en 5 aros Oro en 3 pelotas y 2 cintas - Epson Cup* Bronce en concurso general | 1996 - Kalamata Cup* Oro en concurso general - DTB-Pokal Karlsruhe* Bronce en concurso general Oro en 5 aros Oro en 3 pelotas y 2 cintas - Ciudad de Zaragoza* Oro en concurso general Oro en 5 aros Oro en 3 pelotas y 2 cintas - Campeonato del Mundo de Budapest* Plata en concurso general 4.º puesto en 5 aros Oro en 3 pelotas y 2 cintas |

*Como suplente del equipo en ambos ejercicios

## Premios, reconocimientos y distinciones
- Placa de Oro de la Real Orden del Mérito Deportivo, otorgada por el Consejo Superior de Deportes (1996)[30][31][32]
- Copa Barón de Güell al mejor equipo español, otorgada por el CSD y entregada en los Premios Nacionales del Deporte de 1996 (1997)[33][34][35]
- Mejor grupo atlético en los Galardones Nacionales al Mérito Deportivo Inter Gym’s Oro 2005 (2006)[36]
- Medalla Euskalgym (junto a las demás Niñas de Oro) en la IX Gala Internacional de Gimnasia Rítmica Euskalgym (2014)[15][16][17][18][19]
- Diploma acreditativo y tarjeta olímpica, otorgados por el COE en la Gala 20.º Aniversario de la Medalla de Oro en Atlanta '96 (2016)

## Filmografía

### Películas
| Películas | Películas        | Películas  | Películas  | Películas      |
| Año       | Título           | Personaje  | Notas      | Director       |
| --------- | ---------------- | ---------- | ---------- | -------------- |
| 2013      | Las Niñas de Oro | Ella misma | Documental | Carlos Beltrán |

### Programas de televisión
| Programas de televisión | Programas de televisión | Programas de televisión | Programas de televisión                                |
| Año                     | Título                  | Cadena                  | Notas                                                  |
| ----------------------- | ----------------------- | ----------------------- | ------------------------------------------------------ |
| 2000                    | Línea 900               | La 2 de TVE             | Aparición en el reportaje «La otra cara de la medalla» |
| 2014                    | Euskalgym 2014          | ETB1                    | Homenajeada                                            |

### Publicidad
- Dos anuncios de Cola Cao (1996). Aparición junto al resto del equipo en dos spots televisivos para Cola Cao, entonces patrocinador del Programa ADO.[11]
- Anuncio de Campofrío (1996). Aparición junto al resto de la selección española en anuncio de televisión de la empresa cárnica, entonces patrocinador de la Federación.